# Marcelo Rodríguez
Marcelo Rodríguez, vollständiger Name Marcelo Fabián Rodríguez Scarfo, (* 19. September 1987 in Montevideo) ist ein uruguayischer Fußballspieler.

## Karriere
Der 1,82 Meter große Defensivakteur Rodríguez stand zu Beginn seiner Karriere von der Apertura 2009 bis Anfang Juli 2013 im Kader des montevideanischen Vereins Central Español. In den Spielzeiten 2009/10, 2010/11 und 2012/13 kam er dort in 23 (ein Tor), 28 (kein Tor) bzw. 24 (kein Tor) Partien der Primera División zum Einsatz. Zur Saison 2013/14 schloss er sich dem uruguayischen Erstligisten Juventud an. Bei dem Klub aus Las Piedras lief er 14-mal (kein Tor) in der höchsten uruguayischen Spielklasse auf. Nach der Clausura 2014 verließ er den Verein mit unbekanntem Ziel. Seit August 2014 wurde er als Spieler des Club Atlético Basáñez geführt. Von dort wechselte er Ende Juli 2015 zu Boston River. Beim Zweitligisten trug er mit 14 Einsätzen (kein Tor) in der Segunda División zum Aufstieg am Saisonende bei.